# Sennertia vaga
Sennertia vaga es una especie de ácaro del género Sennertia, familia Chaetodactylidae. Fue descrita científicamente por Klimov and OConnor en 2008.
Habita en los Estados Unidos en Arizona y California, también en México en Baja California Sur y Sinaloa.